# Bunuri mobile din domeniul știință și tehnică clasate în patrimoniul cultural național al României aflate în județul Sibiu
Acestă listă conține bunurile mobile din domeniul știință și tehnică clasate în Patrimoniul cultural național al României aflate la momentul clasării în județul Sibiu.

## Tezaur
| Foto | Informații generale | Detalii tehnice | Descriere | Deținător                                                 | Legături |
| ---- | ------------------- | --- | --- | --------------------------------------------------------- | -------- |
|      | Locomotivă cu aburi | Datare: Pusă în serviciu în 1890 Școală: Soc. Franco-Belge Raismes Descoperit: jud. Dâmbovița, Pucioasa, Cimitirul de locomotive                                                               | Locomotivă cu tender cu trei osii cuplare, din care osia doi este motoare. Locomotiva are epurator Schmitd-Wagner și supape la cazan de tipul Rhens-Botton. Locomotiva posedă distribuție Alan cu sertare plane, actualmente unicat printre locomotivele cu rămase în dotarea Muzeului C.F.R. | Compania Națională de Căi Ferate „C.F.R.” S.A., București | Cimec    |
|      | Locomotivă cu aburi | Datare: Pusă în serviciu în 1894 Școală: Fabrica de locomotive Henschel and Sohn din Casel Descoperit: jud. Prahova; Dâmbovița, Depoul C.F.R.Ploiești + Cimitirul de locomotive de la Pucioasa | Locomotivă cu abur cu trei osii cuplare, dintre care osia doi este motoare. Tenderul este montat pe două osii libere. Locomotiva posedă frână cu aer sistem Westinghouse și un sistem rar de distribuție (Alan cu sertare plane). | Compania Națională de Căi Ferate „C.F.R.” S.A., București | Cimec    |
|      | Locomotivă cu aburi | Datare: Pusă în serviciu în 1906 Școală: Fabrica Arnold Jung Descoperit: Tismana, Întreprinderea de Exploatare Forestieră și Transport                                                         | Locomotivă cu abur cu trei osii cuplare, dintre care osia doi este motoare și o osie alergătoare pentru o mai ușoară înscriere în curbe. Cazanul are cutia de foc din cupru, fără capecă epurator, având alimentarea cu apă a cazanului prin intermediul unei capece-robinet direct în burta cazanului (fapt rar la locomotive care au făcut serviciul la C.F.R). Tot ca fapt constructiv rar, pompa de aer este amplasată pe partea dreaptă a camerei de fum, iar rezervorul de aer este amplasat sub traversa frontală, în fața osiei alergătoare. | Compania Națională de Căi Ferate „C.F.R.” S.A., București | Cimec    |
|      | Locomotivă cu aburi | Datare: Pusă în serviciu în 1908 Școală: Uzinele Florisdorff - Viena Descoperit: jud. Timiș, Timișoara, Depoul Subcetate                                                                       | Locomotivă cu abur cu patru osii motoare având două sisteme de distribuție, unul fiind pentru acționarea roților dințate necesare mersului pe liniile cu cremalieră. Acest angrenaj de roți dințate puse în acțiune de un al treilea cilindru și piston îi permite circulația pe linii cu declivitate de până la 70%. | Compania Națională de Căi Ferate „C.F.R.” S.A., București | Cimec    |
|      | Locomotivă cu aburi | Datare: Pusă în serviciu în 1911 Școală: Fabrica de locomotive M.A.V. Budapesta Descoperit: jud. Bihor, com. Stâna de Vale, Stâna de Vale, S.C. Exploatare Forestieră                          | Locomotivă cu abur cu trei osii motoare, o osie portantă și o osie alergătoare. Înainte și mult după primul război mondial a fost seria de locomotive cel mai des folosite pe toate liniile din Transilvania, iar după anul 1919 și pe liniile din restul teritoriului, fiind foarte bună atât în exploatarea trenurilor de marfă, de manevră, cât și de călători. Abia după anul 1945, seria 375.000 începe să apună. Datorită bunei fiabilități în exploatare, a fost cumpărată de diverse întreprinderi și exploatată până prin anii 1975-1980.   | Compania Națională de Căi Ferate „C.F.R.” S.A., București | Cimec    |
|      | Locomotivă cu aburi | Datare: Pusă în serviciu în 1914 Școală: Uzinele Scwartzkopff din Berlin Descoperit: jud. București, București, Depoul Uzinal al S.C. Reparații Vagoane Grivița Roșie București                | Locomotivă cu abur tender cu cinci osii, dintre care osia trei este osie motoare iar celelalte osii cuplare. Posedă epurator Schmidt Wagner, fiind în Germania primul tip de locomotivă pe care s-a experimentat această invenție. Posedă de asemeni ecenent de supraîncălzire și supraîncălzitor, locomotiva folosind abur supraîncălzit. | Compania Națională de Căi Ferate „C.F.R.” S.A., București | Cimec    |
|      | Locomotivă cu aburi | Datare: Pusă în serviciu în 1915 Școală: Hanovrer Linden Descoperit: jud. București, București, Muzeul C.F.R. București                                                                        | Locomotivă tender cu trei osii cuplare, din care osia 2 este osie motoare. Locomotiva are epurator Schmitd-Wagner și supape de siguranță la cazan Rhems-Botton. De asemeni locomotiva are distribuție cu sertare plane. | Compania Națională de Căi Ferate „C.F.R.” S.A., București | Cimec    |
|      | Locomotivă cu aburi | Datare: Pusă în serviciu în 1917 Școală: M.A.V. Budapesta Descoperit: jud. Sibiu, Balastiera Mârja                                                                                             | Locomotivă cu abur cu trei osii cuplare, din care osia doi este motoare, o osie portantă și o osie alergătoare. Locomotiva posedă din construcție un cazan deosebit, ca un boiler sistem Brothan. De asemenea, este prima serie de locomotive ungurești pe care au fost montate supapele pentru presiune maximă a cazanului "Popp-Coale" și epuratorul Pecks-Reito, cât și arderea mixtă de compustibil. | Compania Națională de Căi Ferate „C.F.R.” S.A., București | Cimec    |
|      | Locomotivă cu aburi | Datare: Pusă în serviciu în 1920 Școală: Baldwin Works L.T.D. Philadelphia U.S.A. Descoperit: jud. Constanța, Fetești, Depoul Fetești                                                          | Locomotivă cu abur cu patru osii motoare, reprezentativă pentru singura serie de locomotive americane aflate în dotarea C.F.R. Folosită începând cu anul 1920 la remorcarea trenurilor grele de marfă, întâi pe rutele Ploiești - Predeal și Craiova - Turnu Severin, apoi începând cu finele anului 1950 pe ruta Fetești - Constanța. | Compania Națională de Căi Ferate „C.F.R.” S.A., București | Cimec    |
|      | Locomotivă cu aburi | Datare: Pusă în serviciu în 1921 Școală: Skoda Pilzen Descoperit: jud. București, București, Depoul C.F.R. București Călători                                                                  | Locomotivă cu aburi cu trei osii cuplare, din care osia doi este osie motoare, și o osie alergătoare pentru o mai ușoară înscriere la curbe. Cazan fără epurator cu capele-robinet în burta cazanului, pentru alimentarea cu apă. Pompă de aer C.K.D. montată pe partea stângă a camerei de fum. Tenderul a fost adaptat și înzestrat cu cutii de unsoare la osii, inventate de inginerul român Gheorghe Cosmovici. Este prima locomotivă construită cu grătare basculante la cutia de foc.                                                          | Compania Națională de Căi Ferate „C.F.R.” S.A., București | Cimec    |
|      | Locomotivă cu aburi | Datare: Pusă în serviciu în 1921 Școală: Fabrica de locomotive Orenstein-Koppel din Berlin Descoperit: jud. Constanța, Saligny, Fabrica de șuruburi "Salsub"                                   | Locomotivă cu abur cu patru osii cuplare din care osia 3 este motoare. Cazanul nu are epurator; alimentarea cu apă a cazanului făcându-se printr-un robinet-capelă amplasat în burta cazanului. Acest tip de locomotivă a fost construit la comanda specială a C.F.R., și a fost lucrat cu instalație pentru ars păcură cu tender, prevăzut cu instalație și rezervor pentru păcură, lucru foarte rar pentru fabricile constructoare de locomotive din Germania interbelică.                                                                         | Compania Națională de Căi Ferate „C.F.R.” S.A., București | Cimec    |
|      | Locomotivă cu aburi | Datare: Pusă în serviciu în 1921 Școală: Henschel and Sohn din Cassel Descoperit: jud. Buzău, Depoul C.F.R.                                                                                    | Locomotivă cu abur cu trei osii motoare și înaintea lor cu un boghiu alergător care-i permite înscrierea în curbe la viteze mari. Are două distribuții, una interioară, pentru cei doi cilindrii interiori și alta exterioară, pentru cei doi cilindri exteriori. Este unica locomotivă din dotarea C.F.R. cu patru cilindri motori și cu osia unu transformată în arbore cotit, pentru distribuție și bielele motoare interioare. | Compania Națională de Căi Ferate „C.F.R.” S.A., București | Cimec    |
|      | Locomotivă cu aburi | Datare: Pusă în serviciu în 1922 Școală: Henschel and Sohn din Cassel Descoperit: jud. Vrancea, Mărășești, Uzinele Marchin                                                                     | Locomotivă cu abur cu două osii cuplare, din care osia unu este osie motoare. Are o construcție deosebită, având montat pe ea un cazan sub formă de butoi prevăzut la partea superioară cu o supapă pe unde este alimentat cu apă fierbinte și abur, locomotiva funcționând pe bază de abur înmagazinat. De asemeni, ca sistem constructiv deosebit, locomotiva are montați cilindrii sub cabină de-o parte și cealaltă. | Compania Națională de Căi Ferate „C.F.R.” S.A., București | Cimec    |
|      | Locomotivă cu aburi | Datare: Pusă în serviciu în 1930 Școală: A.E.G. Schichau Descoperit: jud. Sibiu, Sibiu, Depoul C.F.R.                                                                                          | Locomotivă cu abur cu toate cele cinci osii motoare, folosită de rețeaua C.F.R. la cele mai diverse prestații care merg de la manevre în triaje, la remorcarea trenurilor de călători. Face parte din seria de locomotive cu abur cele mai economice în privința raportului combustibil folosit - lucru mecanic efectuat. | Compania Națională de Căi Ferate „C.F.R.” S.A., București | Cimec    |
|      | Locomotivă cu aburi | Datare: Pusă în serviciu în 1933 Școală: Uzinele și Domeniile Regale Reșița Descoperit: jud. Mureș, Sighișoara, Depou                                                                          | Locomotivă cu abur cu trei osii motoare și un boghiu alergător, care îi permite înscrierea în curbe cu viteză mare. Una dintre cele mai solicitate locomotive din Muzeul Sibiu pentru remorcarea trenurilor de epocă. | Compania Națională de Căi Ferate „C.F.R.” S.A., București | Cimec    |
|      | Locomotivă cu aburi | Datare: Pusă în serviciu în 1936 Școală: Uzinele și Domeniile Regale Reșița Descoperit: jud. Galați, Galați, Depou                                                                             | Locomotivă cu abur cu cinci osii motoare, cu tender, adaptată după seria germană G10 și înbunătățită cu idei tehnice performante ale grupului de constructori de locomotive din cadrul atelierului de proiectare și construcții locomotive de la U.D.R. Seria 501001 - 1010 a fost folosită cu bune rezultate în toate domeniile de activitate ale tracțiunii feroviare românești. | Compania Națională de Căi Ferate „C.F.R.” S.A., București | Cimec    |
|      | Locomotivă cu aburi | Datare: Pusă în serviciu în 1937 Școală: Uzinele și Domeniile Regale Reșița Descoperit: jud. Argeș, Pitești, Depou                                                                             | Locomotivă cu abur cu patru osii cuplare, din care osia trei este motoare. Are un boghiu purtător și o soie alergătoare sistem Krauss-Helmholtz-Gestell, pentru o ușoară înscriere în curbe la viteze mari. Are cutia de foc din cupru, cazanul are epurator Fritz-Wagner, două pompe de aer sistem Knorr-Malaxa, tenderul are lagăre cu rulmenți tip „S.K.F.” la osii, fapt unic în construcția de locomotive românești a anului 1937, la fel și pompa de alimentare a cazanului sistem Malaxa-Knorr-Tolkien.                                       | Compania Națională de Căi Ferate „C.F.R.” S.A., București | Cimec    |
|      | Locomotivă cu aburi | Datare: Pusă în serviciu în 1941 Școală: Uzinele și Domeniile Regale Reșița Descoperit: jud. Arad, Arad, Depou                                                                                 | Locomotivă cu abur cu trei osii motoare, reprezentativă pentru cea mai complexă serie de locomotive tender construite în România, serie răspândită mai ales la depourile din Banat și vestul Transilvaniei, din care cauză au fost denumite „locomotive bănățene”. A avut o prestație foarte bună în remorcarea trenurilor de călători și marfă pe linii secundare. | Compania Națională de Căi Ferate „C.F.R.” S.A., București | Cimec    |
|      | Locomotivă cu aburi | Datare: Pusă în serviciu în 1943 Școală: Henschel and Sohn Descoperit: jud. Argeș, Câmpulung, Depoul C.F.R.                                                                                    | Locomotivă cu abur cu cinci osii motoare, reprezentativă pentru seria germană de război DR 52, reînmatriculată la C.F.R. ca seria 1501100. Folosită la C.F.R. pe toate secțiile, atât la remorcarea trenurilor de marfă cât și a celor de călători sau militare, datorită puterii mari de remorcare și a unei viteze (80 km/h) destul de mari la nivelul anilor '40-'50. | Compania Națională de Căi Ferate „C.F.R.” S.A., București | Cimec    |
|      | Macara              | Datare: Pusă în serviciu în 1958 Școală: Uzinele Constructoare de Mașini din Reșița Descoperit: jud. Alba, Câmpeni, Inteprinderea minieră "Miniera S.A."                                       | Macara cu abur amplasată pe două boghiuri a câte două osii fiecare și un vagon pe două osii pe care se sprijină catargul și cârligul macaralei și pe care de asemeni se ține contragreutatea ce se montează la macara. | Compania Națională de Căi Ferate „C.F.R.” S.A., București | Cimec    |
|      | Locomotivă cu aburi | Datare: Pusă în serviciu în 1939 Școală: Uzinele Florisdorff Descoperit: jud. Iași, Pașcani, Depoul C.F.R.                                                                                     | Locomotivă cu abur cu cinci osii motoare și o osie alergătoare sistem Bissel, pentru o ușoară înscriere în curbe. Face parte dintr-o serie germană de locomotive de război, capturată de sovietici în al doilea război mondial. După o exploatare intensă a fost cedată României în 1951. În țară a fost reparată și folosită pentru remorcarea trenurilor grele de marfă și călători pe secții de circulație cu profil de exploatare greu. | Compania Națională de Căi Ferate „C.F.R.” S.A., București | Cimec    |
|      | Locomotivă cu aburi | Datare: Pusă în serviciu în 1885 Școală: Wiener Neustadt Descoperit: jud. Sibiu, Sibiu, Depoul C.F.R.                                                                                          | Locomotivă cu abur cu trei osii cuplare, din care osia trei este osie motoare. Are un tender pe două osii. | Compania Națională de Căi Ferate „C.F.R.” S.A., București | Cimec    |
|      | Locomotivă cu aburi | Datare: Pusă în serviciu în 1896 Școală: Wiener-Neustadt Descoperit: jud. Sibiu, Sibiu, Depoul C.F.R.                                                                                          | Locomotivă cu abur cu trei osii cuplare, din care osia trei este osie motoare. Cazanul nu are epurator, fiind alimentat cu apă prin interiorul unor robineți-capelă, amplasați în burta cazanului. De asemeni are supape de siguranță amplasate pe donă. Regulator de construcție deosebită. La locomotivă se află un mic tender amplasat pe două osii libere independente. | Compania Națională de Căi Ferate „C.F.R.” S.A., București | Cimec    |
|      | Locomotivă cu aburi | Datare: Pusă în serviciu în 1908 Școală: Fabrica de locomotive Bosig-Berlin Descoperit: jud. Sibiu, Sibiu, Depoul C.F.R.                                                                       | Locomotivă cu abur cu trei osii cuplare, din care osia doi este osie motoare și o osie portantă. Locomotiva posedă frână acționată de abur, prin intermediul unui cilindru de frână. | Compania Națională de Căi Ferate „C.F.R.” S.A., București | Cimec    |
|      | Locomotivă cu aburi | Datare: Pusă în serviciu în 1923 Școală: Orenstein and Kopel Descoperit: jud. Argeș, Curtea de Argeș, I.F.E.T.                                                                                 | Locomotivă cu abur pentru cale ferată îngustă (ecartament 760 mm). Tip de locomotivă cu tender, având trei osii cuplare, din care osia trei este osie motoare. Folosește pentru frânare un cilindru acționat de abur, neavând pompă de aer. | Compania Națională de Căi Ferate „C.F.R.” S.A., București | Cimec    |
|      | Locomotivă cu aburi | Datare: Pusă în serviciu în 1952 Școală: Uzinele Constructoare de Mașini din Reșița Descoperit: jud. Sibiu, Sibiu, Depoul C.F.R.                                                               | Locomotivă cu tender cu patru osii cuplare, din care osia trei este osie motoare. Locomotiva este prevăzută cu frână cu abur și cazan cu supape de siguranță Rhens-Botton. | Compania Națională de Căi Ferate „C.F.R.” S.A., București | Cimec    |
|      | Locomotivă cu aburi | Datare: Pusă în serviciu în 1953 Școală: Uzinele 23 August Descoperit: jud. Sibiu, Sibiu, Depoul C.F.R.                                                                                        | Locomotivă cu tender pentru ecartament îngust (760 mm) având trei osii motoare. A fost folosită la remorcarea trenurilor de călători sau marfă, sau ca generator pentru încălzirea vagoanelor la trenurile de călători pe liniile Sibiu - Vurpăr și Târgu Mureș - Sovata. Au fost construite pentru a înlocui vechile locomotive cu tender construite între anii 1900 - 1920, uzate fizic și moral. | Compania Națională de Căi Ferate „C.F.R.” S.A., București | Cimec    |
|      | Locomotivă cu aburi | Datare: Pusă în serviciu în 1950 Școală: Uzinele 23 August Descoperit: jud. Sibiu, Sibiu, Depoul C.F.R.                                                                                        | Locomotivă cu abur cu patru osii motoare pentru ecartament 760 mm. A fost construită special prentru a fi exploatată pe liniile Târgu Mureș - Sovata și Alba Iulia - Zlatna. | Compania Națională de Căi Ferate „C.F.R.” S.A., București | Cimec    |
|      | Locomotivă cu aburi | Datare: Pusă în serviciu în 1950 Școală: Uzinele 23 August Descoperit: jud. Alba, Alba Iulia, Depoul C.F.R.                                                                                    | Locomotivă cu abur cu patru osii motoare pentru ecartament 760 mm. A fost construită special prentru a fi exploatată la remorcarea trenuirllor de călători și marfă cu tonaj sporit pe liniile Târgu Mureș - Sovata și Alba Iulia - Zlatna. | Compania Națională de Căi Ferate „C.F.R.” S.A., București | Cimec    |
|      | Locomotivă cu aburi | Datare: Pusă în serviciu în 1949 Școală: Fabrica Balașok Zilinostin - Polonia Descoperit: jud. Alba, Alba Iulia, Parcul de locomotive al depoului C.F.R.                                       | Locomotivă cu abur pentru cale ferată îngustă, cu 4 osii motoare și un tender pe trei osii. A fost folosită exclusiv pentru remorcarea trenurilor de călători pe fosta linie îngustă Satu Mare - Bixad, până când aceasta a fost trecută la ecartament normal. | Compania Națională de Căi Ferate „C.F.R.” S.A., București | Cimec    |